# Het Rot
Het Rot is een natuurgebied in de Belgische stad Antwerpen van ongeveer 80 hectare. Het gebied is gelegen op de linker Schelde-oever. 
Het Rot is begrensd door Halewijnlaan (Oosten), Blancefloerlaan (Zuiden), Verbindingsweg E17-E34 (Expresweg) (Westen) en Charles De Costerlaan (Noorden). 
De Charles De Costerlaan was de aansluiting van de Waaslandtunnel met de E34 en had naast 2 ventwegen (noord en zuid) een centrale rijbaan van 2x2 rijstroken. Onder impuls van de Oosterweelwerken werd deze weg in mei 2023 definitief afgesloten en in september 2024 onthard . Deze wordt vervangen door een fiets- en wandelboulevard. Door deze werken kreeg de Waaslandtunnel een meer lokaal karakter en werden de 2 natuurgebieden Sint-Annabos en Het Rot met elkaar verbonden. Na de werken van de Oosterweelverbinding zal Het Rot verbonden zijn met de verschillende natuurgebieden op de Linkeroever (Blokkersdijk, Sint-Annabos, Burchtse weel, Vlietbos/Donckers) via ecoducten en ecotunnels tot een aaneengesloten gebied van ca. 500 hectare. Het inrichten van deze natuurgebieden zal gebeuren via de programma Groenpool Linkeroever.
Het behoort samen met het Vlietbos en Blokkersdijk tot het Vlaams ecologisch Netwerk (VEN)

## Geschiedenis
Het Rot maakte vroeger deel uit van de Borgerweertpolder (1049 ha) die omgeven werd door de Schelde, de Blokkersdijk en de Suikerdijk (Zwijndrecht).
Tussen 1930-1936 werd het noordelijk en meest westelijk gebied opgespoten met Scheldezand en tussen 1970-1974 werd het aangrenzende gebied Middenvijver eveneens opgespoten.
Dit werd bij de invulling op het Gewestplan opgesplitst in een westelijke helft (Speelbos en speelweide) en een oostelijke helft (woonuitbreidingsgebied).
Het Rot in 1987 door de overheid beschermd als waardevol landschap.
In 2008 werd Het Rot heringericht door Beheersmaatschappij Antwerpen Mobiel tot een natuurgebied met waterpartijen (ca 8ha), eilandjes, wandelpaden en een uitkijkheuvel als compensatie voor de hinder van de werken in kader van de Oosterweelverbinding op het natuurgebied Blokkersdijk. Voor de herinrichtingswerken was deze zone gelijkaardig aan het naastliggende gebied Middenvijvers.
In 2021 werd door Beheersmaatschappij Antwerpen Mobiel, om de vogels in het gebied de nodige rust te gunnen, een hekwerk rondom het gebied geplaatst om de recreatiedruk op het westelijk deel te verlagen. Tevens werd er een vogelkijkwand gebouwd op de uitkijkheuvel die uitkijkt over het westelijk deel. 
In 2023 werden in de Middenvijver tevens 2 hondenzwemvijvers en een geluidswal tussen de Middenvijver en het Rot aangelegd door de Stad Antwerpen. Door de hondenzwemvijvers en losloopzone wordt vermeden dat honden in de waterpartijen in het Rot gaan zwemmen en zo de natuur verstoren.

## Algemeen
Het gebied bestaat uit drie deelgebieden:
- Het Rot: Met beek en moerassige delen en spontaan opgeslagen berken-wilgenbos.
- Middenvijver: berken- en wilgenopslag op hooggelegen opgespoten gebied.
- Donckers: deels spontaan opgeslagen berken-wilgenbos, deels aangeplant bos (canadapopulier en den).

De Middenvijver wordt regelmatig gebruikt als evenementenweide voor onder andere festivals. In april 2022 werd er een nooddorp voor Oekraïense vluchtelingen opgetrokken.

## Fauna en Flora
- spontaan opgeslagen berken-wilgenbos met beek en moerassige delen, vooral langs de Charles De Costerlaan.
- hooggelegen opgespoten gebied met berken- en wilgenopslag in het oosten grenzend aan het woonuitbreidingsgebied Middenvijver;
- deels aangeplant bos (canadapopulier en den) en deels spontaan opgeslagen berken-wilgenbos, rondom twee oudere vijvers; in het westen grenzend aan de Verbindingsweg E17-E34;

Er komen tal van kwetsbare (broed)vogelsoorten voor zoals: blauwborst, blauwe reiger, Cetti´s zanger, rietzanger, kleine karekiet, bosrietzanger, nachtegaal, buizerd, boomvalk, sperwer, waterral.
In 2023 heeft een bever een dam opgetrokken in het westelijk deel van het Rot.